# Phellinus swieteniae
Phellinus swieteniae är en svampart som först beskrevs av William Alphonso Murrill, och fick sitt nu gällande namn av S. Herrera & Bondartseva 1980. Phellinus swieteniae ingår i släktet Phellinus och familjen Hymenochaetaceae.   Inga underarter finns listade i Catalogue of Life.